# Commission de sauvegarde des droits et libertés individuels
La Commission de sauvegarde des droits et libertés individuels (CSDLI) est un organisme créé en mai 1957 par le gouvernement Guy Mollet pour enquêter sur les violations des droits de l'homme commises par les forces de l'ordre et l'armée française pendant la guerre d'Algérie, notamment l'usage de la torture, les viols, les disparitions forcées et les exécutions extrajudiciaires. Elle est dissoute en 1963, après la fin de la guerre et l'indépendance de l'Algérie.

## Contexte
Le 4 février 1957, devant la commission politique de l'Assemblée générale des Nations unies, le ministre des Affaires étrangères, Christian Pineau, doit défendre la France, accusée par les nationalistes algériens des pires atrocités dans une brochure diffusée à l'ONU. Le 22 mars, le président de la République, René Coty, reçoit une lettre ouverte de personnalités avec des témoignages qui montrent que de « jeunes soldats se trouvent amenés, sans l'avoir voulu, à participer à des actions que doit réprouver toute conscience humaine et que condamne solennellement la Déclaration des droits de l'homme ». En mars, se succèdent les révélations et spectaculaires décisions de patriotes comme la lettre publiée dans L'Express le 27 mars ou Vercors qui renvoie sa légion d'honneur au président Coty.

## Histoire

### Création
En 1957, la commission est créée et ses membres sont nommés. Selon l'historien Pierre Vidal-Naquet, l'annonce de sa création a produit un triple effet « peur pour les coupables, espoir pour les victimes, soulagement enfin parmi ceux qui avaient jusqu'alors protesté en vain contre les formes prises par la répression ».
Elle a pour président Pierre Béteille, conseiller à la Cour de cassation, ses membres nommés en 1957 sont et pour secrétaire général Maurice Garçon, avocat à la cour d'appel de Paris, membre de l'Académie française.

### Rapport deseptembre 1957
Une session extraordinaire de l'Assemblée nationale est prévue en septembre pour répondre aux accusations de l'ONU. Le PCF y interpelle le gouvernement à propos d'Henri Alleg et de Maurice Audin, Jacques Duclos demandant que les conclusions de la Commission de sauvegarde « soient rendues publiques ainsi que les rapports ».
Le 14 septembre, la commission remet un rapport au président du Conseil, Maurice Bourgès-Maunoury,.

### Changements de1958et1959
En 1958, elle reçoit sa mission, elle change de président, et sa composition est modifiée.
En 1959, elle reçoit à nouveau sa mission et des membres sont nommés.
En 1961, après la démission de plusieurs membres, de nouveaux membres sont nommés pour les remplacer.

### Dissolution en1963
En 1963, elle est dissoute.

## Fonctionnement
Selon l'historienne Raphaëlle Branche, qui a enquêté sur le travail de cette commission et sa mémoire, de par son fonctionnement et le fait qu'elle doive se contenter de « demander aux parquets des renseignements » sur les affaires suivies, la Commission de sauvegarde « semble destinée à compléter la liste des commissions « béni oui-oui » nommées par le pouvoir ». La commission ne jouit d'aucun budget propre. Ses voyages sont soumis au gouvernement général. Ses membres doivent tous « passer par lui pour obtenir des moyens de transport ». Les visites sont parfois préparées à l'avance par des officiers.
Par ailleurs, les membres sont très hétérogènes : leurs conceptions de cette mission varient beaucoup d'une personne à l'autre. Dès juin 1957, « se dessine une opposition entre eux ».

## Analyse et mémoire
Selon Raphaëlle Branche, même si tous ses membres ont à sa création en mai 1957 « à cœur de mener cette mission du mieux possible », par la suite une « unanimité semble réunie pour conclure à l'inefficacité de cette commission », beaucoup considérant qu'elle n'a servi qu'à « détourner l'indignation qui commençait à se manifester », tandis qu'il faut souvent un « effort pour se souvenir de son existence » aux militaires en activité en Algérie à l'époque de son travail.
Sont exclus de ses travaux « les crimes ou délits commis dans le feu du combat », dont Christian Pineau avait reconnu l'existence à la tribune de l'ONU et qui seraient consubstantiels aux faits de guerre, d'où l'appellation par les militaires de « bataille d'Alger », pour désigner la grande répression du premier semestre 1957 dans cette ville.

## Chronologie
- 21 janvier 1957 : allocutions radiodiffusées de Maurice Papon, préfet de Constantine, Serge Baret, préfet d'Alger et du général Massu promettant de répondre « par une action puissante » à la « la menace » d'une « grève insurrectionnelle », Alger « entourée de troupes en état d'alerte », de la force A, avec jeeps, command-cars et tanks qui « partis d'Alger pour Port-Saïd, ont depuis regagné la ville »[5] ;
- 28 janvier 1957 : grève lancée par le FLN pour coïncider avec la discussion sur l'Algérie à l'ONU, « très suivie dans ses premières heures »[6], puis les militaires enjoignent aux musulmans de quitter leur domicile, dans l'ensemble ils s'abstiennent d'effectuer des achats, les mots d'ordre FLN observés « avec persévérance par la partie la plus aisée de la population »[7],[8] ;
- 4 février 1957 : Christian Pineau défend à l'ONU la France, où elle a été accusée par les nationalistes algériens des pires atrocités dans une brochure[1] ;
- 9 février 1957 : affichette des commerçants de Médéa sur leurs boutiques attestant qu'ils s'engagent à « signaler aux autorités les mots d'ordre subversifs » et « les fauteurs de troubles », en échange de « la permission de rouvrir » leurs magasins[9] ;
- 15 février 1957 : l'Assemblée générale des Nations unies vote à l'unanimité « l'espoir d'une solution pacifique, démocratique et juste » au problème algérien[10] ;
- 27 février 1957 : des dizaines de raflés mis 33 jours « au fond de la piscine du stade municipal asséchée » ;
- fin février 1957 : Larbi Ben M'hidi retrouvé mort dans sa cellule[10] ;
- 13 mars 1957 : éditorial d'Hubert Beuve-Méry dénonçant les disparitions ;
- 14 mars 1957 : Robert Lacoste reconnait « quelques exactions » confirmées, affirmant qu'elles ont été réprimées par le commandement[11] ;
- 14 mars 1957 : mort par asphyxie de 41 suspects dans des cuves à vin à Aïn-Isser[1] ;
- 24 mars 1957 : lettre confidentielle de démission de Paul Teitgen[1] ;
- 27 mars 1957 : publication de la lettre de démission du général Bollardière dans L'Express[1] ;
- 27 mars 1957 : à l'Assemblée nationale, Guy Mollet invoque la mémoire de la Résistance et la jugeant en contradiction avec la pratique de la torture[1], il n'obtient la confiance qu'avec 221 voix contre 118[10] ;
- 3 avril 1957 : création de la CSDLI, qui sera installée le 10 mai[10] ;
- 11 avril 1957 : arrêté imposant aux militaires de déclarer sous 24 heures les personnes qu'ils arrêtaient ;
- 12 avril 1957 : le pape Pie XII se prononce contre la torture[10] ;
- 15 avril 1957 : sanction de 60 jours de forteresse contre le général Bollardière ;
- 16 avril 1957 : mort par asphyxie de 16 suspects à Mercier-Lacombe[1] ;
- mi-avril 1957 : la préfecture tente de dénombrer les personnes arrêtées et note que 2 035 « suspects » sont détenus par l'armée depuis janvier sans avoir jamais été assignés à résidence[6] ;
- mai 1957 : le chef du SLNA alerte le préfet sur un préoccupant « silence » de l'armée aux familles de disparus ;
- 13 mai 1957 : Khaled Berouala fortuitement retrouvé mort, dans un fut métallique rejeté par la mer ;
- 21 mai 1957 : chute du gouvernement Guy Mollet ;
- 12 juin 1957 : pré-rapport resté confidentiel de Maurice Garçon à la SDLI, estimant qu'« aucune doléance sérieuse n'a été recueillie » en ce qui concerne le Constantinois mais relatant pour Alger l'obstruction de Pierre Bolotte, directeur de cabinet du préfet d'Alger[12] ;
- 12 juin 1957 : Henri Alleg arrêté par la 10e DP[13], au domicile de son ami Maurice Audin, arrêté la veille ;
- juin 1957 : les attentats ont repris[1] ;
- juin 1957 : Maurice Garçon réclame sans succès le fichier des disparus ;
- 19 juin – 5 juillet 1957 : enquête en Algérie de la Commission internationale contre le régime concentrationnaire (CICRC) ;
- juillet 1957 : 180 députés votent contre la loi du 16 mars 1956 sur les pouvoirs spéciaux et 29 s'abstiennent, parmi lesquels François de Menthon ;
- 5 juillet 1957 : ordre de grève du FLN ;
- 22 juillet 1957 : le rapport de Robert Delavignette lu en commission ;
- fin juillet 1957 : le rapport de la CICRC publié[1] ;
- août 1957 : le changement de méthodes du colonel Godard a provoqué la diminution spectaculaire du terrorisme[1] ;
- début septembre 1957 : la presse s'intéresse de près aux travaux de la SDLI et attend son rapport avec impatience[1] ;
- septembre 1957 : session extraordinaire de l'Assemblée pour répondre aux accusations de l'ONU. Le PCF parle d'Henri Alleg et Maurice Audin, Jacques Duclos demandant que les conclusions de la Commission de sauvegarde « soient rendues publiques ainsi que les rapports »[1] ;
- 12 septembre 1957 : démission effective de Paul Teitgen ;
- 13 septembre 1957 : projet de loi-cadre pour le collège électoral unique[10] ;
- 22 septembre 1957 : démission de Robert Delavignette ;
- 22 septembre 1957 : démission de Maurice Garçon, secrétaire général de la SDLI ;
- novembre 1957 : Robert Lacoste cite à l'Assemblée des extraits du rapport de la SDLI ;
- 15 décembre 1957 : le rapport de la SDLI transmis à la presse, tous les journaux publient des extraits ;
- février 1958 : livre d'Henri Alleg racontant les séances de torture subies, qui se vend à des dizaines de milliers d'exemplaires ;
- septembre 1958 : total de 2 039 requêtes de familles de disparus transmises au commandement militaire algérois.

## Membres

### Commission Béteille
Outre son président Pierre Béteille, conseiller à la Cour de cassation, ses membres nommés en 1957 sont, :
- Pierre Daure, recteur de l'université de Caen ;
- Robert Delavignette, gouverneur général de la France d'outre-mer, conseiller économique ;
- André François-Poncet, ambassadeur de France, président de la Croix-Rouge française, membre de l'Académie française ;
- Maurice Garçon, avocat à la cour d'appel de Paris, membre de l'Académie française ;
- Paul Haag (d), ancien préfet de la Seine ;
- Jean Moliérac (d), président de la conférence des bâtonniers de France et de l'Union française ;
- Marcel Oudinot (d), conseiller d'État honoraire ;
- Émile Pierret-Gérard, président de l'Union française des associations d'anciens combattants ;
- Charles Richet, ancien déporté, président d'honneur de la Fédération internationale libre des déportés et internés de la Résistance, membre de l'Académie de médecine (démissionnaire en 1961[4]) ;
- Robert de Vernejoul, président de l'ordre des médecins ;
- Henri Zeller, ancien gouverneur militaire de Paris (démissionnaire en 1961[4]).

### Commission Patin
Outre son président Pierre Béteille remplacé par Maurice Patin, président de la Chambre criminelle de la Cour de cassation, les membres Delavignette, Garçon et Pierret-Gérard sont remplacés en 1958 par, :
- Louis Damour, conseiller à la Cour de cassation ;
- Auguste Ledoux, conseiller à la Cour de cassation ;
- Roger de Ségogne (d), ancien président du conseil de l'ordre des avocats au Conseil d'État et à la Cour de cassation (démissionnaire en 1961[4]).

Les membres nommés en 1959 sont :
- Raoul Combaldieu, avocat général près la Cour d'appel de Paris (démissionnaire en octobre 1961[4]) ;
- Fernand Grévisse (d), maître des requêtes au Conseil d'État (démissionnaire en 1961[4]) ;
- Maurice Meignié, ancien bâtonnier de l'ordre des avocats à la Cour d'appel de Douai ;
- Pierre Voizard, conseiller d'État.

Les membres nommés en 1961 sont :
- Marcel Hersant, ancien président du conseil de l'ordre des avocats au Conseil d'État et à la Cour de cassation ;
- Georges Lucas (d), conseiller à la Cour d'appel de Paris ;
- Léon Pignon, gouverneur général de la France d'outre-mer ;
- Jean Viatte, conseiller à la Cour d'appel de Paris (démissionnaire en 1962[4]).

## Archives
La Commission a établi des dossiers sur des personnes disparues au cours de la guerre d'Algérie. Ils sont conservés aux Archives nationales. En avril 2020, une dérogation a été instaurée pour permettre leur libre communication au public, avant l'expiration du délai réglementaire de 75 ans,.